# Gotra stirocephala
Gotra stirocephala là một loài tò vò trong họ Ichneumonidae.